# اشتوتسهایم-افنهایم
اشتوتسهایم-افنهایم (به فرانسوی: Stutzheim-Offenheim) یک کمون در فرانسه با جمعیت ۱٬۵۳۲ نفر است که در Canton of Truchtersheim واقع شده‌است.